# Hans Heinz Sadila-Mantau
Hans Heinz Sadila-Mantau (geboren als Johann Heinrich Sadila; * 24. Dezember 1896 in Klosterneuburg; † 13. November 1986 in München) war ein österreichischer Journalist, Schriftsteller und nationalsozialistischer Kulturfunktionär.

## Leben
Hans Sadila-Mantau diente im Ersten Weltkrieg im Österreichisch-Ungarischen Heer. Zeitweise stand er im Gebirgskrieg an der Südwestfront innerhalb der Armeegruppe Rohr mit seiner österreichischen Einheit am Vršičpass jenem 11. Bersaglieriregiment gegenüber, in dem der spätere faschistische Staatschef Benito Mussolini diente. Nach dem Krieg war Sadila-Mantau Hauptmann der Reserve, arbeitete als Journalist und schrieb Reportagen. Er trat am 1. Mai 1932 in die NSDAP ein (Mitgliedsnummer 1.096.854), wo er zur Rundfunkabteilung gehörte. Im Jahre 1931 wurde Sadila-Mantau Mitglied im SDS-Unterverband „Arbeitsgemeinschaft nationaler Schriftsteller“.
Nach der nationalsozialistischen Machtübernahme 1933 wurde er Stellvertreter des Drahtlosen-Dienst-Leiters Hans Fritzsche innerhalb der Reichs-Rundfunk-Gesellschaft.
Bei der Überführung des SDS in den Reichsverband Deutscher Schriftsteller gehörte Sadila-Mantau zu den Gründungsmitgliedern. Als der RDS 1936 in der Reichsschrifttumskammer aufging, wurde Sadila-Mantau zum RSK-Beauftragten für die Rundfunkschriftsteller betreffende Fragen ernannt.
Während des Zweiten Weltkriegs diente Sadila-Mantau zeitweilig als Kriegsberichterstatter. Sadila-Mantau zufolge plädierten sowohl Generaloberst Erhard Raus, der im Dezember 1942 federführend beim Unternehmen Wintergewitter zur Befreiung der 6. Armee in der Schlacht von Stalingrad beteiligt war, als auch Friedrich Paulus und Erich von Manstein bereits im November 1942 dafür, die Stadt aufzugeben, konnten sich aber mit ihrer Ansicht beim Oberkommando nicht durchsetzen.
Nach dem Kriegsende lebte Sadila-Mantau in München.

## Publikationen
- Als Spion bei der Reparationskommission, Erzählung, 1931
- Warum wir den SDS gleichgeschaltet haben, in: Der Schriftsteller, Jg. 21, H. 6/7. 1933
- Adolf Hitler, 1933
- Horst Wessel, der Märtyrer des Dritten Reiches, in: Deutschlands Erwachen, hrsg. v. Hans Henning von Grote, 1933
- Albert Leo Schlageter, ein Heldenleben, 1933
- Der vierzehnte Oktober, 1933
- Deutsche Führer – Deutsches Schicksal, 1933
- Der Nachrichtendienst des deutschen Rundfunks, in: Rundfunk im Aufbruch. Handbuch des deutschen Rundfunks 1934, hg. v. Reichsverband Deutscher Rundfunkteilnehmer e. V., 1934
- Wovon lebt der Funkschriftsteller?, in: Der deutsche Schriftsteller, Januar 1936
- Noch einmal … Hörspiele, in: Der deutsche Schriftsteller, März 1936
- Die Rundfunkkritik in der Tagespresse, in: Der deutsche Schriftsteller, Mai 1936
- Unsere Reichsregierung, 1936, 2. Aufl. 1940
- German Political Profiles, 1938, auf Englisch verfasste Kurzbiographien von 26 Führern der NSDAP
- Generaloberst Erhard Raus verstarb in Wien. In: Deutsche Soldatenzeitschrift, Mai 1956
- Erinnerungen an das Lawinenunglück bei der Kote 1776 vor 50 Jahren, in: Salzburger Nachrichten vom 18./19. Dezember 1965